# Hermann von Choltitz
Hermann Ernst Alfred Ludwig von Choltitz (ur. 11 sierpnia 1868 w Łące Prudnickiej, zm. 20 marca 1947 w Wiesbaden) – niemiecki szlachcic, landrat powiatu prudnickiego.

## Życiorys
Hermann był synem pruskiego kapitana o tym samym imieniu i jego żony Antonii z domu von Carlowitz. Jego starsza siostra Antonie wyszła za generała kawalerii Otto von Garniera. Jego bratankiem był generał piechoty Dietrich von Choltitz.
W 1887 zdał egzamin maturalny w Królewskim Gimnazjum w Prudniku. Studiował na Reńskim Uniwersytecie Fryderyka Wilhelma w Bonn, gdzie w 1887 roku został członkiem Korpusu Gościnnego w Bonn. Następnie przeniósł się na Uniwersytet Wrocławski i w 1891 został członkiem Korpusu Śląskiego. Po ukończeniu studiów Choltitz rozpoczął karierę w służbie cywilnej, podczas gdy jego brat Hans zarządzał majątkiem rodzinnym. Choltitz został głównym prezydentem krajobrazu Śląska i był w latach 1907–1920 zarządcą powiatu prudnickiego. Przed rozpoczęciem I wojny światowej przejął zarządzanie zamkiem w Łące Prudnickiej, a jego brat Hans, jako major i dowódca Królewskiego Pruskiego Pułku Ułanów Księcia Augusta Wirtemberskiego (Poznański) Nr 10, pełnił służbę wojskową we Flandrii.
Choltitz ożenił się z Margarete Crüger 17 stycznia 1911 roku w Moszczance. Mieli troje dzieci: Hermanna (ur. 1911), Marię (ur. 1914) i Joachima (ur. 1915).